# Live Free or Die

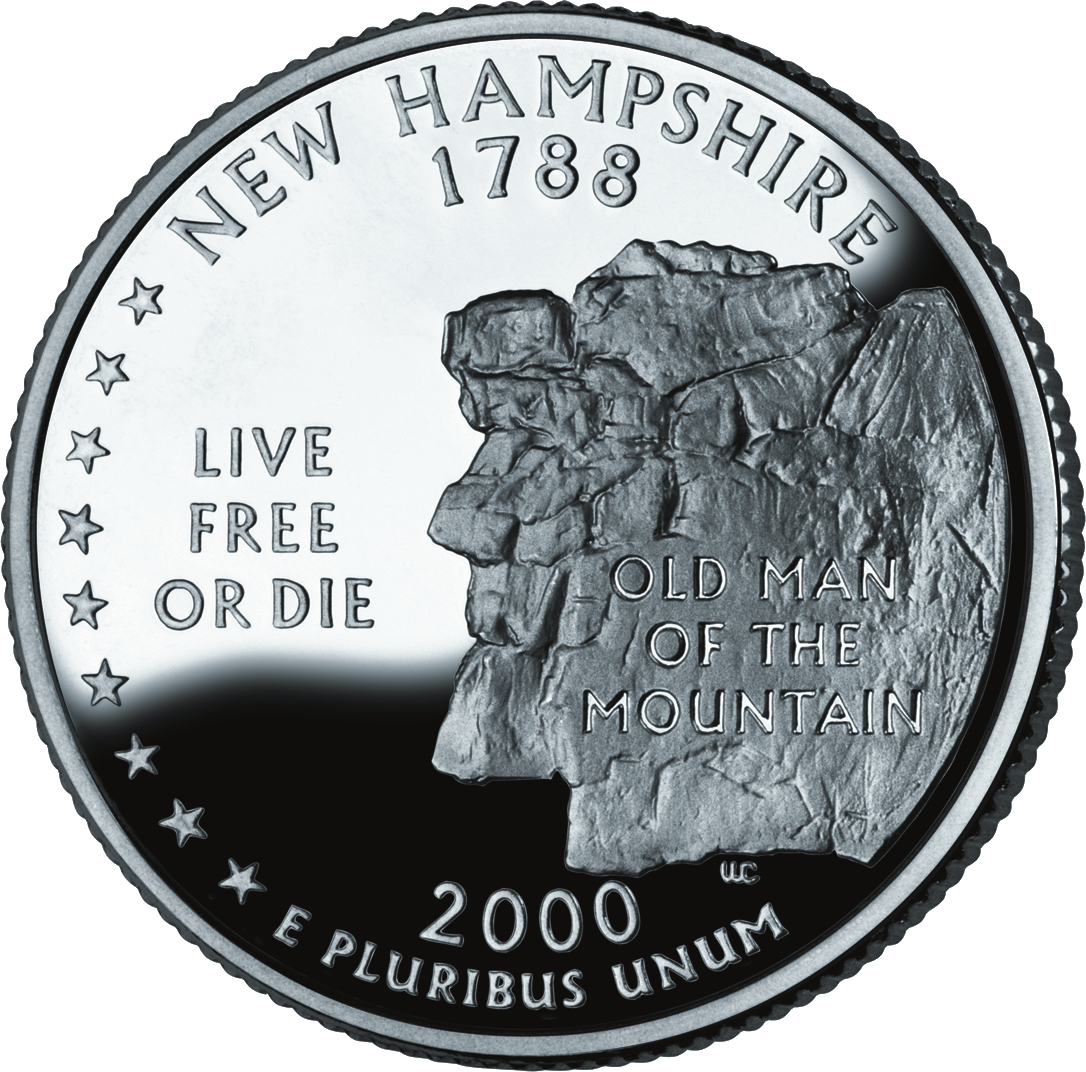
Rückseite eines „50 State Quarters“ des Bundesstaates New Hampshire mit dem Motiv es Old Man of the Mountain. Ausgabe 7. August 2000.

„Live Free or Die“ (deutsch: „Lebe frei oder stirb“) ist seit 1945 das offizielle Motto des US-Bundesstaats New Hampshire. Es ist das wohl bekannteste Motto eines US-Bundesstaates, zum einen wegen der historischen Verwurzelung der Idee der Freiheit und Unabhängigkeit in den Vereinigten Staaten, zum anderen wegen der deutlichen Wortwahl im Vergleich zu den sonst eher gemäßigten Mottos der Bundesstaaten.
Urheber der Formulierung war General John Stark, der bekannteste Soldat New Hampshires während des Amerikanischen Unabhängigkeitskriegs. Da er aufgrund von Krankheit in seinem hohen Alter von 81 Jahren nicht mehr an einer Gedenkveranstaltung für die Schlacht von Bennington teilnehmen konnte, sandte er am 31. Juli 1809 einen Brief an seine Kameraden, der mit den Worten schloss: „Lebe frei oder stirb. Der Tod ist nicht das schlimmste Übel.“

## Ähnliche Mottos
Eine mögliche Quelle dieses Mottos ist die berühmte Rede Patrick Henrys vom 23. März 1775 im Unterhaus der Regierung von Virginia. Sie enthält die Formulierung:
„Is life so dear, or peace so sweet, as to be purchased at the price of chains and slavery? Forbid it, Almighty God! I know not what course others may take; but as for me, give me liberty or give me death!“
(deutsch: „Ist das Leben so teuer, oder Frieden so süß, als sie zum Preis der Ketten und der Sklaverei zu kaufen? Bewahre, allmächtiger Gott! Ich weiß nicht, welchen Preis andere bezahlen wollen, aber was mich betrifft, gebt mir Freiheit oder gebt mir den Tod!“)
Während der Belagerung von Barcelona (1713) benutzten die Verteidiger Barcelonas schwarze Flaggen und das katalanische Motto „Viurem lliures o morirem“ (deutsch: „Lebe frei oder stirb“), das noch heute das Motto der katalanischen Autonomiebewegung ist.

## Andere Verwendungen

### Historisch
Am 1. Januar 1804 verkündete Jean-Jacques Dessalines die Unabhängigkeit und Freiheit der damaligen französischen Sklavenkolonie Saint-Domingue, dem heutigen Haiti. Er soll, während er den weißen Teil einer französischen Trikolore zerrissen hat, „Vivre libre ou mourir!“ gerufen haben, was „Lebe frei oder stirb“ entspricht.
Die Formulierung „Vivre Libre ou Mourir“ („Frei leben oder sterben“) wurde auch in der Französischen Revolution benutzt. Es war der Untertitel der Zeitschrift, die von Camille Desmoulins im Winter 1793–94 geschrieben wurde und den Titel Le Vieux Cordelier trug.
„Freiheit oder Tod“ steht auf der Flagge Uruguays. Oft wird der Satz als Nationalmotto Uruguays zitiert, auch wenn er es offiziell nicht ist. In der Nationalhymne Uruguays steht ein ähnlicher Satz: „Freiheit oder mit Ruhm sterben“.

### In der Dichtung
- ...eher den Tod, als in der Knechtschaft leben ist Teil des Rütlischwurs im Drama Wilhelm Tell (1804) von Friedrich Schiller.
- In der Ballade Pidder Lüng des deutschen Dichters Detlev von Liliencron über den gleichnamigen Sylter Fischer beendet der Spruch Liewer düd aß Slaawe (Lieber tot als Sklave [sein]) in der Schreibweise „Lewwer duad üs Slaav“ jede Zeile eines Verses.[6] Im Gedicht Die friesische Heimat des Ostfriesen Harbert Harberts wird der Spruch als Lever dood as slav erwähnt.[7]

### In der Popkultur
- Die erste Folge der fünften Staffel von Breaking Bad trägt den Titel „Live Free or Die“.
- Der englischsprachige Originaltitel der sechsten Episode der sechsten Staffel der Fernsehserie Die Sopranos lautet „Live Free or Die“.
- Das Motto des apathischen Planeten „Neutral“, der mehrfach in der Fernsehserie Futurama auftaucht, ist „Live free or don’t“.
- Der englische Originaltitel von Stirb langsam 4.0 lautet „Live Free or Die Hard“.